# Firebirds
Firebirds – polski rockowy zespół muzyczny powstały w 1989 roku w Szczecinie.
Jego nazwa pochodzi od rzeźby „Ogniste ptaki” Władysława Hasiora, która znajduje się w szczecińskim Parku Kasprowicza. Zespół powstał w 1989 roku w Szczecinie, tworzyli go: Joanna Prykowska (śpiew), Konrad Cwajda (gitara), Mariusz Orzechowski (gitara basowa), Zbigniew Szmatłoch (gitara) i Robert Chołody (perkusja). W 1990 roku zespół wystąpił na festiwalu w Jarocinie. W 1992 roku grupa wzięła udział w przeglądzie muzyki rockowej Rock na żywo w warszawskim klubie Stodoła. Grupa uzyskała laur i możliwość realizacji nagrań w studiu.
W pierwszym składzie Firebirds nagrał debiutancką płytę Desire, utrzymaną w stylistyce spokojnego rocka. Kolejny album Kolory powstał już z nowymi muzykami: Kamilem Maderą – basistą znanym z Kolaborantów, Maciejem Kaźmierskim – perkusistą, Tomaszem Siembidą – klawiszowcem i akordeonistą oraz drugim gitarzystą Zbigniewem Szmatłochem (obecnie producentem muzycznym i współzałożycielem Joanna & The Forests). Zespół wziął udział w kilku prestiżowych imprezach rockowych, między innymi w sopockim Atlasie Polskiego Rocka. W 1998 roku ukazał się trzeci album grupy pt. Trans. Krótko potem zespół zawiesił swoją działalność.

## Dyskografia
| Rok  | Dane dot. albumu                                                 |
| ---- | ---------------------------------------------------------------- |
| 1995 | Desire - Data: 15 maja 1995 - Wydawca: Music Corner              |
| 1996 | Kolory - Data: 4 marca 1996 - Wydawca: PolyGram, Izabelin Studio |
| 1998 | Trans - Data: 21 marca 1998 - Wydawca: Izabelin Studio           |

| Rok                                     | Tytuł               | Pozycja na liście | Pozycja na liście |
| Rok                                     | Tytuł               | LP3               | SLiP              |
| --------------------------------------- | ------------------- | ----------------- | ----------------- |
| 1996                                    | „Trzy życzenia”     | —                 | 12                |
| 1996                                    | „Harry”             | 1                 | 1                 |
| 1996                                    | „Niedoczekany”      | 30                | 14                |
| 1996                                    | „Groszki i róże”    | 49                | 32                |
| 1996                                    | „24 zachody słońca” | 6                 | 5                 |
| 1998                                    | „Trans”             | —                 | 5                 |
| 1998                                    | „Smok”              | —                 | 40                |
| 2002                                    | „Zamknij na klucz”  | —                 | 42                |
| „—” oznacza, że utwór nie był notowany. |                     |                   |                   |